# Thomaskirche (Eschenstruth)

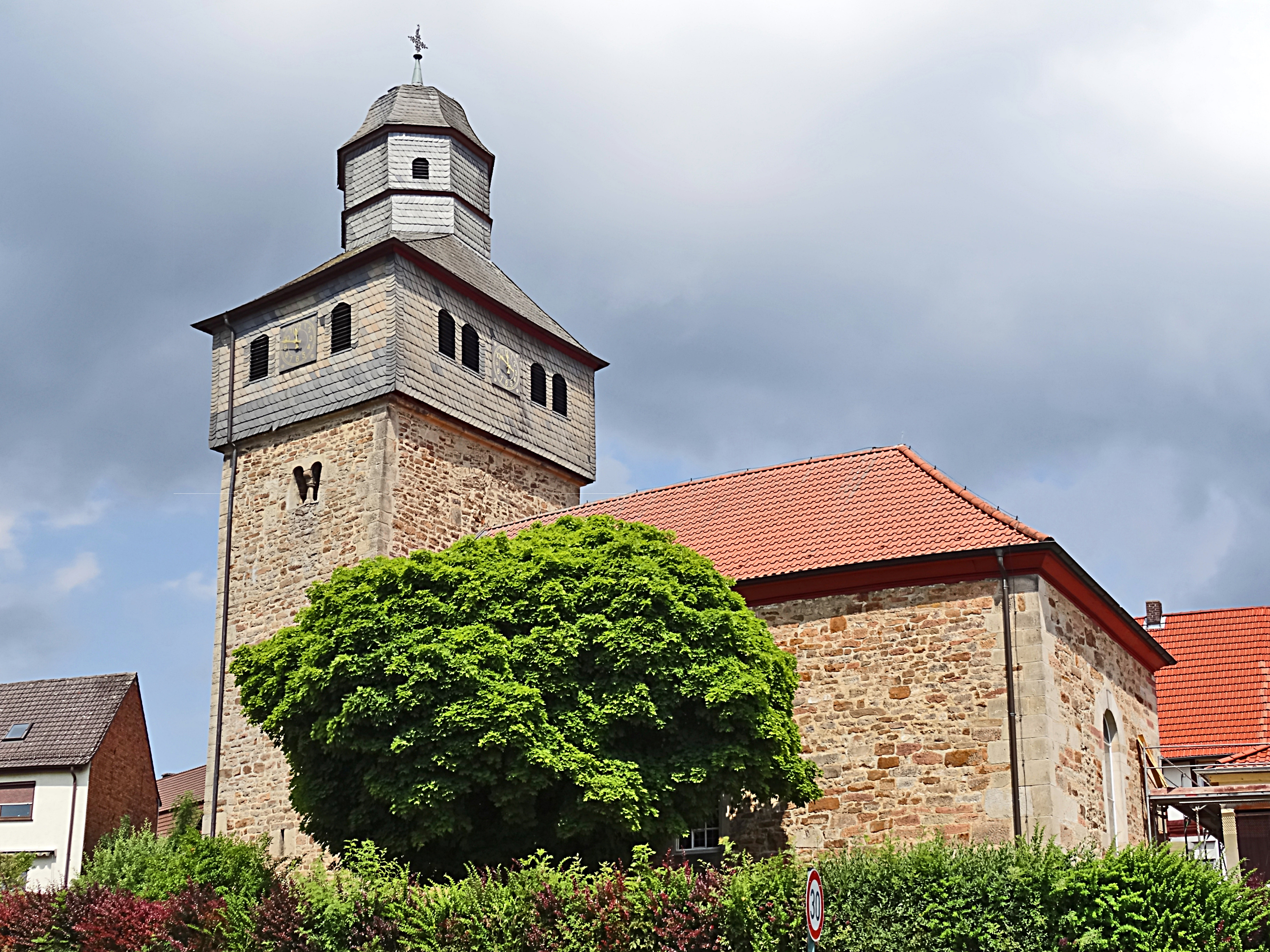
Evangelische Thomaskirche

Die Evangelische Thomaskirche ist ein denkmalgeschütztes Kirchengebäude, das in Eschenstruth steht, einem Ortsteil der Gemeinde Helsa im Landkreis Kassel (Hessen). Die Kirchengemeinde gehört zum Gesamtverband Helsa im Kirchenkreis Kaufungen im Sprengel Kassel der Evangelischen Kirche von Kurhessen-Waldeck.

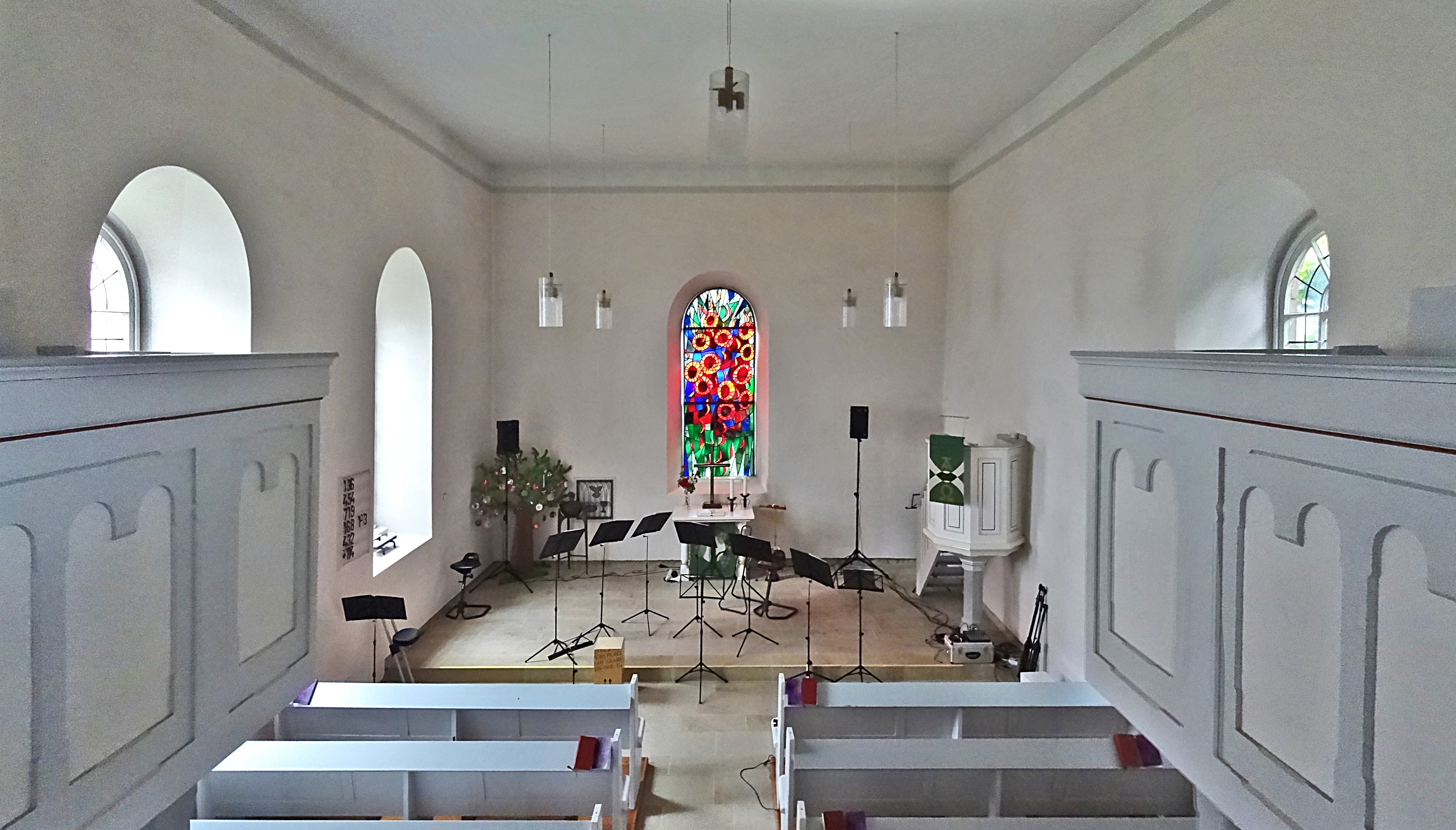
Innenansicht

## Beschreibung
Von einer ehemaligen Wehrkirche ist der mächtige, im Grundriss querrechteckige Kirchturm im Westen aus dem 12. Jahrhundert erhalten geblieben. Sein schiefergedecktes Geschoss mit der Haube wurde ihm erst 1784 aufgesetzt. Hinter seinen zweiteiligen Klangarkaden, zwischen denen die Zifferblätter der Turmuhr angebracht sind, befindet sich der Glockenstuhl.

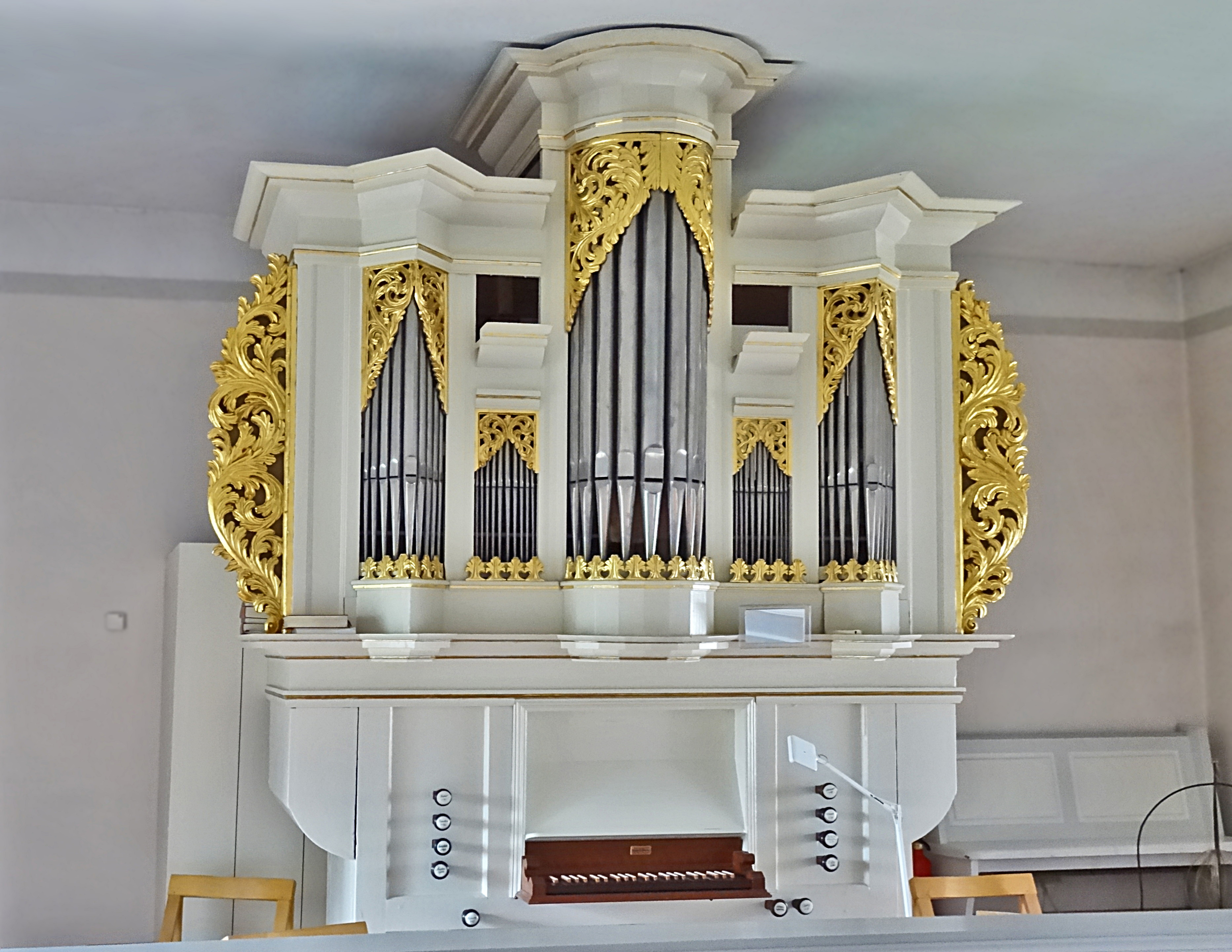
Die Orgel

Das flachgedeckte Erdgeschoss öffnet sich in zwei romanischen Arkaden zum gleich breiten Kirchenschiff, an das sich ursprünglich ein schmalerer romanischer rechteckiger Chor anschloss. 1835 wurde das Kirchenschiff erhöht und nach Osten verlängert, die Fenster erneuert und der Chor auf die Breite des Kirchenschiffs vergrößert. Aus dieser Zeit stammen die Emporen an drei Seiten und die Kanzel. Im östlichen Fenster der Nordseite ist eine spätgotische Glasmalerei aus dem 15. Jahrhundert mit einem Marienbildnis. Im Ostfenster wurde das Pfingstwunder von Diether F. Domes in der zweiten Hälfte des 20. Jahrhunderts dargestellt. Die Orgel hat 1714 Johann Eberhard Dauphin gebaut.